# فهرست میوه‌ها
این فهرست نام میوه‌هایی که چه به صورت خام و چه در برخی خوراک‌پزی‌ها خوردنی محسوب می‌شوند را شامل می‌شود. تعریفی از «میوه» که در این جا استفاده می‌شود این است: «هر بخش خوردنیِ شیرین یا خوشمزه از یک گیاه که به میوه شبیه است، حتی اگر از تخمدان گیاهی توسعه نیافته باشد؛ همچنین در یک مفهوم به لحاظ فنی غیر دقیق [از این واژه] برای برخی سبزیجات شیرین یا خوشمزه یا شبیه‌-شیرین یا شبه-خوشمزه استفاده می شود، برخی از این ها ممکن است شبیه میوه‌ای واقعی باشند یا در طباخی به صورتی که انگار میوه بوده‌اند استفاده شده باشند، برای مثال رابارب.»
- انار
- اختری (کوکبی میوهٔ ستاره)
- ازگیل
- آسرولا
- سالاک
- آلبالو
- آلو بخارا
- آلو برقانی
- آلو قطره‌طلا
- آلو
- آلو شابلون
- آلوکک
- انار
- کاکائو
- آناناس
- انبه
- انجیر
- انجیرهندی
- انگور فرنگی
- انگور
- انگورک
- آواکادو
- بادام زمینی
- بادام هندی
- بادام
- بالنگ
- بلوبری
- بلوط
- به
- پاپایا (خربزه درختی)
- پرتقال
- پسته
- پورنج
- تپورنج
- ترگیل
- ترنج
- تمر هندی
- تمشک سیاه
- تمشک
- توت فرنگی
- توت
- چشالو
- چنار
- چیکو
- خارگیل
- خربزه
- خرما
- خرمالو
- خیار
- دارابی
- زغال‌اخته
- زالزالک
- زردآلو
- زرشک
- زرگیل
- زیتون
- سرخالو
- سنجد
- سیب
- شاه‌توت
- شفتالو
- شلیل
- طالبی
- فندق
- قیسی
- کمبوزه
- کنار
- کیوی
- گردو
- گرمک
- گریپ‌فروت
- گلابی
- گواوا
- گوجه سبز
- گوجه فرنگی
- گیلاس
- لایچی
- لیمو ترش
- لیمو شیرین
- مژکی
- موز
- مویز
- ملون
- میوه اژدها
- میوه نان
- نارگیل
- نارنج
- نارنگی
- هندوانه
- هلو